# Little Joe 5

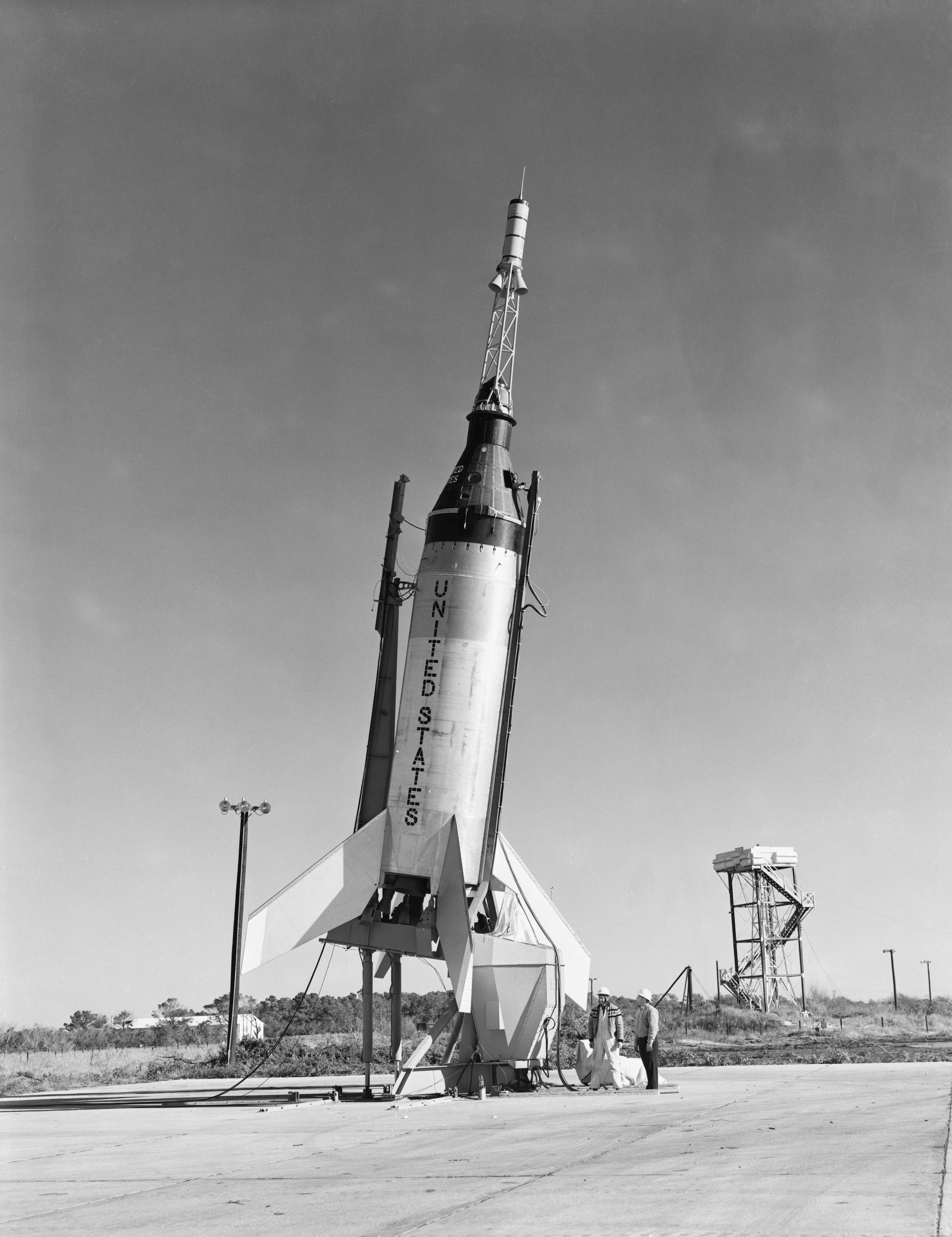
Mercury Little Joe 5 pronto per il lancio

La missione denominata Mercury Little Joe 5 è stata una sperimentazione del sistema di salvataggio (LES) del veicolo spaziale Mercury eseguito nell'ambito dell'omonimo programma spaziale degli Stati Uniti d'America.
Per molti osservatori si trattò di un'inutile perdita di tempo in quanto fu la ripetizione di missioni sperimentali già precedentemente concluse con successo. La differenza consisteva solo nell'uso della capsula vera e propria per il programma Mercury, in questo caso con il numero di serie 3, mentre nelle precedenti analoghe missioni si usarono dei prototipi.
Il lancio della missione venne effettuato l'8 novembre 1960 da Wallops Island in Virginia. La Little Joe raggiunse un apogeo di 16,2 km percorrendo una distanza di 20,9 km. La durata della missione fu di 2 minuti e 22 secondi, mentre la velocità massima raggiunta fu di 798 metri al secondo. L'accelerazione misurò 6 g pari a 58,8 metri al secondo. Si parla di successo parziale della missione, dato che il sistema di lancio aveva funzionato correttamente, mentre la capsula spaziale Mercury con il numero di serie 3 fu completamente distrutta nella fase di rientro in atmosfera ed atterraggio. Il peso totale della stessa fu di 1.141 kg.

## Statistiche
- Velocità massima raggiunta: 2.873 km/h (1.785 Mph)
- Accelerazione massima raggiunta: 6 g (58,8 m/s²)